# Historische Lübecker Exklaven
Die ehemaligen Lübecker Exklaven entstanden ab dem 14. Jahrhundert überwiegend zur strategischen Absicherung der politischen Handelsinteressen der seit 1226 reichsfreien Hansestadt Lübeck. Die Bestandsveränderungen dieser Gebiete sind Teil der Außenpolitik dieses ehemaligen Stadtstaates. Mit der Mediatisierung des Lübecker Staatswesens durch das Groß-Hamburg-Gesetz im Jahr 1937 wurden die letzten verbliebenen Exklaven den preußischen und mecklenburgischen Umlandkreisen zugeschlagen.

## Herzogtum Lauenburg

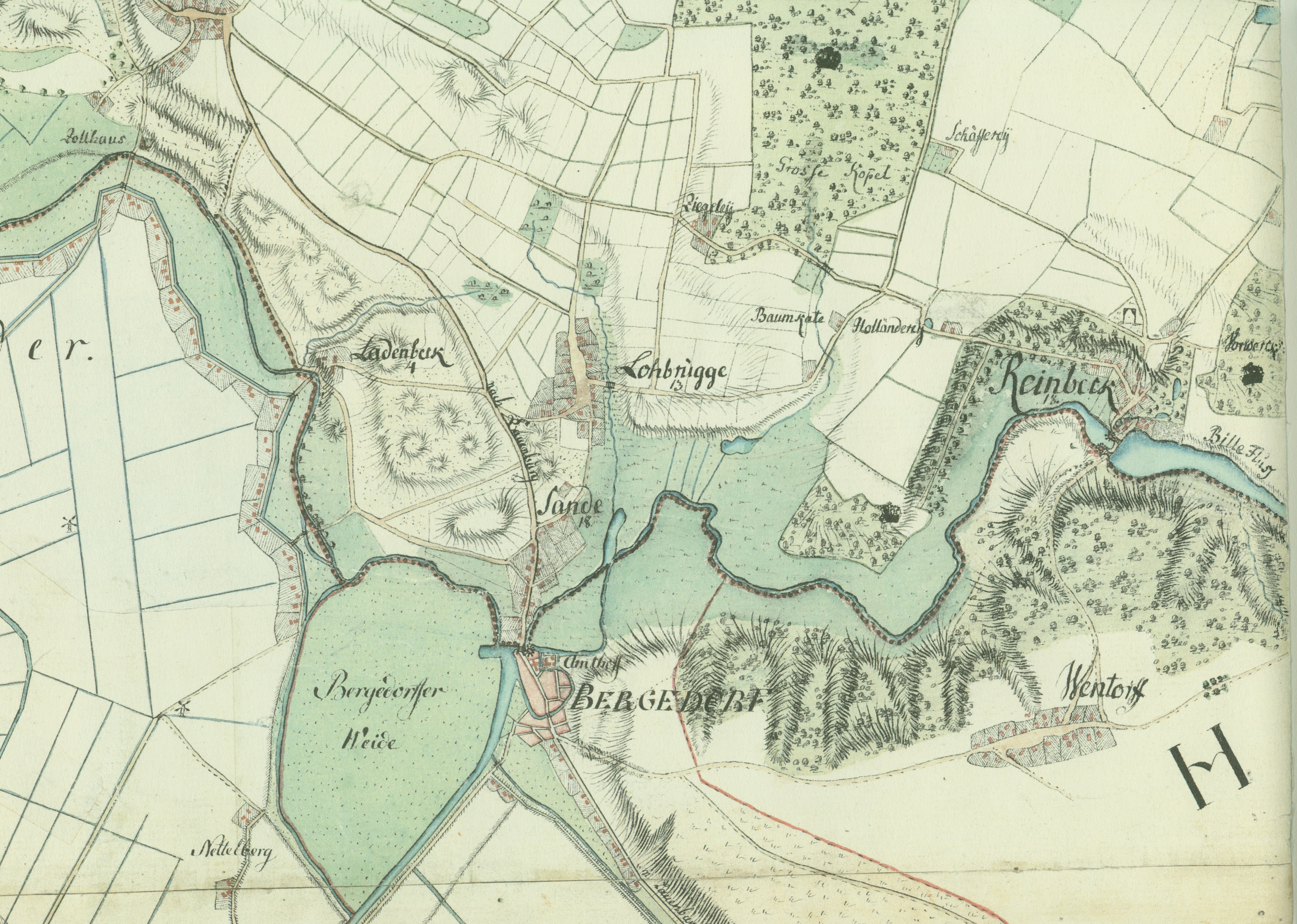
Karte von Bergedorf Ende des 18. Jh.

Schwerpunkt und Bedeutung der Exklaven im Gebiet des Herzogtum Sachsen-Lauenburg übertrafen alle anderen territorialen Ausdehnungen Lübecks außerhalb seiner mittelalterlichen Landwehr; dienten sie doch der Sicherung des Handels mit Hamburg, der Salzstadt Lüneburg und dem Binnenland als Hinterland des Ostseehafens. Das Herzogtum der Herzöge von Sachsen-Lauenburg war während des 14. Jahrhunderts in die beiden Linien Ratzeburg-Lauenburg und Mölln-Bergedorf auseinandergefallen. Die Mölln-Bergedorfer Linie war ohne direkte Nachfolge und in Finanznöten. Dies ergab für die Lübecker Einstiegsmöglichkeiten zur territorialen Absicherung der Handelswege der Alten Salzstraße und des Stecknitz-Kanals, die sie zu nutzen verstanden.

### Bergedorf

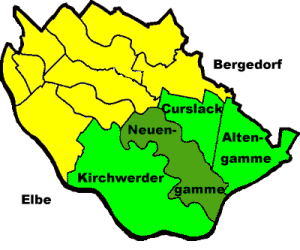
Karte der Vierlande

Größte Exklave war das gemeinsam mit Hamburg von 1420 bis 1868 verwaltete beiderstädtische Amt Bergedorf, bestehend aus der Stadt Bergedorf, den Vierlanden (mit Altengamme, Neuengamme, Curslack und Kirchwerder) sowie Geesthacht.
Der gemeinsamen Herrschaft der beiden Hansestädte ging 1359 eine Pfandnahme Bergedorfs an Lübeck durch Herzog Erich III. von Sachsen-Lauenburg voraus. Der von Lübeck eingesetzte Vogt Otto von Ritzerau wurde jedoch 1401 vom Neffen und Erben des Verpfänders, Herzog Erich IV. von Sachsen-Lauenburg, gewaltsam aus dem Pfandbesitz vertrieben. Lübeck war zu dieser Zeit durch innere Unruhen geschwächt und konnte erst 1420 mit der Hilfe Hamburgs das Pfand zurückerobern. Im Perleberger Vertrag vom 23. August 1420 wurde die Wiederinbesitznahme den Bürgermeistern Jordan Pleskow für Lübeck und Hein Hoyer für Hamburg bestätigt. Die letzten Anfechtungen hiergegen wurden allerdings erst am 21. Januar 1672 durch das kaiserliche Hofgericht zugunsten der beiden Hansestädte endgültig zurückgewiesen. Die gemeinsame Verwaltung endete 1868 mit dem Verkauf des Lübecker Anteils an Hamburg.

### Mölln

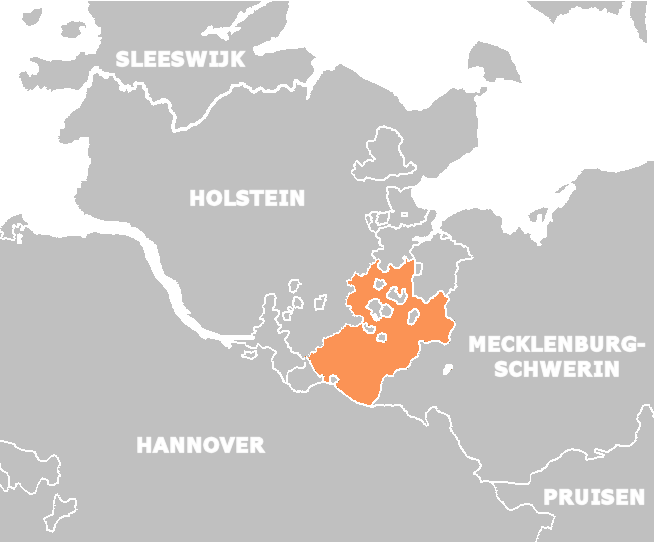
Sachsen-Lauenburg nach dem Vergleich zwischen Lübeck und Kurhannover (1747) bis zur Dänischen Zeit um 1848

Den längsten Prozess vor dem Reichskammergericht gab es zweifelsohne um die Lübecker Pfandrechte an der strategisch wichtigen Stadt Mölln, die etwa auf der halben Strecke zwischen Lüneburg und Lübeck an der Alten Salzstraße und dem Stecknitz-Kanal liegt. Die Stadt wurde 1359 durch Kauf und Verpfändung für 9.737,50 erworben. Der auf Auslösung des Pfandes oder Wiederkauf gerichtete Prozess lief von 1580 bis zum Jahr 1747. Die Zahlung von 90.000 Mark an Lübeck zur Auslösung des Pfandes erfolgte durch Herzog Julius Franz im Jahr 1683, wurde jedoch zunächst von Lübeck nur als Teilleistung anerkannt.
Der Möllner Prozess wurde nicht durch Urteil, sondern durch den Vergleich von Hannover (1747) über die sog. Möllner Pertinenzien zwischen dem unter König Georg II. in Personalunion mit Großbritannien stehenden Kurfürstentum Hannover als Rechtsnachfolger der zwischenzeitlich im Mannesstamm ausgestorbenen Herzöge von Sachsen-Lauenburg und der Hansestadt Lübeck beendet und fand 1759 mit der Festlegung der endgültigen Grenzziehung seinen Abschluss. Lübeck verlor durch diesen Vergleich etliche Dörfer, insbesondere im Raum um die Stadt Mölln.

### Nusse
Nusse wurde von Lübeck im Jahr 1370 durch Kauf erworben und blieb bis 1937 Exklave.

### Behlendorf
Behlendorf ist ein Dorf, das im 12. Jahrhundert entstand. Gemeinsam mit Giesensdorf, Albsfelde und Harmsdorf wurde es von der Stadt Lübeck von dem Knappen Volkwin Grönow im Jahr 1424 erworben.

### Ritzerau
Ritzerau wurde 1465/68 mit Düchelsdorf, Sierksrade, Tramm und Schretstaken von den Rittern Hans und Otto von Ritzerau käuflich erworben. Die Genehmigung durch den Herzog von Sachsen-Lauenburg erfolgte 1472. Spätere Herzöge von Sachsen-Lauenburg widerriefen diese Anerkennung und der Rechtsstreit wurde nach für Lübeck ungünstigen Zwischenentscheidungen der Gerichte 1747 zwischen dem Rat der Stadt Lübeck und König Georg II. von Großbritannien in seiner Eigenschaft als Herzog von Lauenburg verglichen, die Grenzziehung in diesem Bereich war anschließend bis 1937 stabil. Die Stadt Lübeck blieb auch nach 1937 Eigentümer von Stadtgut (250 Hektar, bis 1990) und Forst Ritzerau (650 Hektar).

## Holstein
Malkendorf, Kurau, Dissau, Krumbeck im damaligen Amt Ahrensbök, heute Ortsteile der Gemeinde Stockelsdorf.

## Mecklenburg
Utecht wurde, nachdem es schon zuvor bis 1375 zum Besitz des Johannisklosters gehört hatte, im Jahr 1747 vom Domkapitel des Ratzeburger Doms an Lübeck übertragen.
Die Lübschen Dörfer Schattin an der Wakenitz und Utecht mit Campow am nördlichen Ende des Ratzeburger Sees gegenüber Rothenhusen fielen 1937 an das 1934 „wiedervereinigte“ Land Mecklenburg, das dafür als Kompensation seine Exklave Hollenbek an den preußischen Landkreis Herzogtum Lauenburg abgeben musste.

## Mittelbarer Besitz
Die Stadt Lübeck führte seit der Säkularisation die Geschäfte der in Stiftungen umgewandelten ehemaligen Klöster und geistlichen Bruderschaften in der Stadt, die traditionell über umfangreichen Grundbesitz ganzer Güter und Dörfer im holsteinischen und mecklenburgischen Umland, die sogenannten Stadtstiftsdörfer, verfügten. Stadtstiftsdörfer waren im Gegensatz zu den Kapitel-Kirchdörfern des Lübecker Domkapitels wie etwa Genin, Vorrade, Nieder- und Oberbüssau, letztere auch die vier Landwehrdörfer des Domkapitels, weil sie innerhalb der weiträumigen Lübecker Landwehr lagen. Letztere gehörten seit 1326 nicht mehr zu Holstein und unterstanden seit 1419 auch nicht mehr holsteinischer Jurisdiktion.
Den größten Einschnitt im Bestand musste die Stadt nach dem nachteiligen Vergleich mit Kurhannover von 1747 im Zuge des Reichsdeputationshauptschlusses von 1803 und den daraus folgenden Verhandlungen mit den Oldenburgern hinnehmen. § 26 des „Hauptschlusses der außerordentlichen Reichsdeputation“ besagte für Lübeck im Auszug:

„Das Kollegium der Reichsstädte besteht in Zukunft aus den freien und unmittelbaren Städten: Augsburg, Lübeck, Nürnberg, Frankfurt, Bremen und Hamburg. Sie genießen in dem ganzen Umfang ihrer respektiven Gebiete die volle Landeshoheit und alle Gerichtsbarkeit ohne Ausnahme und Vorbehalte; jedoch der Appellation an die höchsten Reichsgerichte unbeschadet. Sie genießen, auch selbst in Reichskriegen, einer unbedingten Neutralität. Zu dem Ende sind sie auf immer von allen ordentlichen und außerordentlichen Kriegsbeiträgen befreit, und bei allen Fragen über Krieg und Frieden von allem Antheil an den Reichsberathschlagungen vollkommen und nothwendigerweise entbunden. Ueberdieß erhalten sie als Entschädigung, Vergütung und Bewilligung, nämlich: … Die Stadt Lübeck, für die Abtretung der von ihrem Hospital abhängenden Dörfer und Weiler im Mecklenburgischen: denjenigen ganzen Landesbezirk des Bisthums und Domkapitels zu Lübeck, mit allen und jeden Rechten, Gebäuden, Eigenthum und Einkünften, welcher zwischen der Trave, der Ostsee, dem Himmelsdorfer See und einer Linie begriffen ist, die von da oberhalb Swartau in einer Entfernung von wenigstens 500 französischen Toisen von der Trave, dem Dänischen Holstein, und dem Hannöverischen, gezogen wird. Ueber die, von der Stadt Lübeck abhängigen einzelnen Stücke, welche außerhalb des eben bezeichneten Bezirkes in den Landen des Herzogs von Holstein-Oldenburg eingeschlossen liegen, wird man sich gütlich vereinigen.…“

Die Hospitaldörfer, alter Besitz des Heiligen-Geist-Hospitals im Mecklenburgischen, waren nach § 9 Warnekenhagen (Warnkenhagen, Ortsteil von Kalkhorst), Altenbuchow (Alt Bukow) und Crumbrook (Krumbrook bei Hohen Schönberg, Ortsteil von Kalkhorst) sowie ein Teil von Poel: Brandenhusen, Neuhof, Seedorf, Wangern, Weitendorf. Im Gegenzug verzichtete der Herzog von Mecklenburg auf alle Ansprüche auf den Priwall, der nach § 9 des Reichsdeputationshauptschlusses nun „ausschließliches Eigenthum der Stadt Lübeck“ war.
Die Verhandlungen mit dem Herzogtum Oldenburg führten zu einer starken Konzentration und Arrondierung im „Travemünder Winkel“ nördlich der Trave. Die Exklaven im ehemaligen Fürstentum Lübeck blieben Lübeck erhalten.
Auch mit zunehmender Bedrohung der staatlichen Eigenständigkeit zu Beginn des 20. Jahrhunderts wurde zur Sicherung des zivilrechtlichen Eigentums der nicht arrondiert liegende Grundbesitz der Stadt als Fiskus soweit möglich mit dem stadtnah gelegenen Grundeigentum der Stiftungen Heiligen-Geist-Hospital und Johanniskloster getauscht. So erhielt die Stadt 1935 die bisher dem Hospital gehörenden, innerhalb der Stadtgrenzen liegenden Güter Mönkhof und Falkenhusen, und die Stiftung Heiligen-Geist-Hospital erhielt im Gegenzug die Güter Behlendorf (259 ha), Albsfelde (123 ha) und den Behlendorfer See (70 ha).
Zu den Stadtstiftsdörfern gehörten im Kreis Stormarn das Gut Frauenholz, heute Ortsteil von Rethwisch (Stormarn), sowie die Dörfer Westerau, Pölitz und Barkhorst, heute ein Ortsteil von Lasbek.

## Gliederung
- 1852 wurde Lübeck und die zu ihm gehörenden Exklaven wie folgt gegliedert:
  - Stadtamt
  - Landamt
  - Amt Travemünde

- 1871 werden das Stadtamt und das Landamt zusammengelegt – damit bestand Lübeck aus:
  - Stadt- und Landamt
  - Amt Travemünde

- 1879 wurde das Amt Travemünde aufgehoben – damit war für ganz Lübeck nur noch das
  - Stadt- und Landamt

zuständig.

## Die Regelung des Groß-Hamburg-Gesetzes für Lübeck

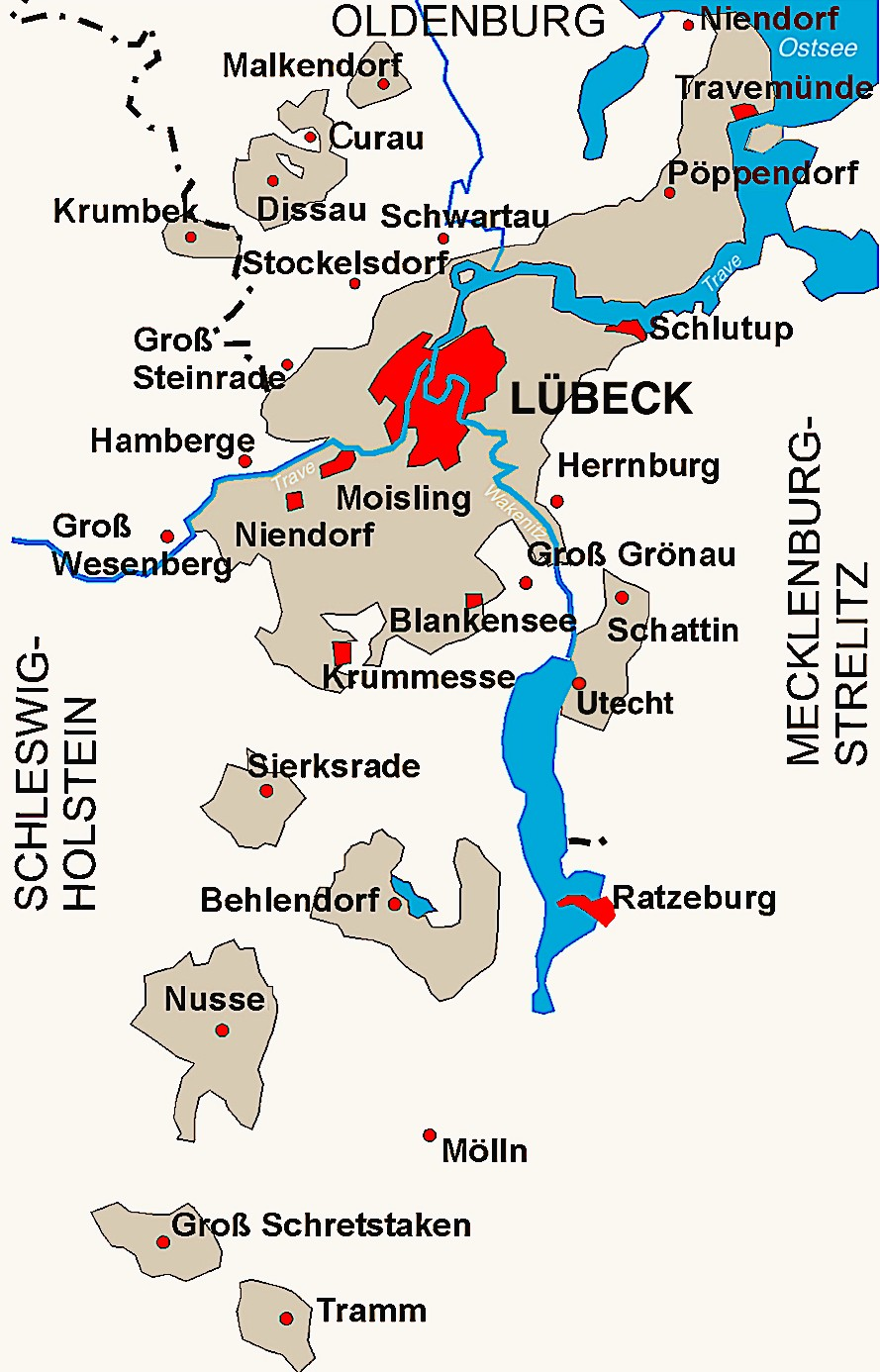
Lübeck bis zum Groß-Hamburg-Gesetz 1937

Die Regelungen des Gesetzes waren äußerst knapp gehalten, weil der Rest der Ausführung dem damaligen Rechtsverständnis entsprechend dem Verordnungsgeber überlassen wurde, so dass es hier in den für das Lübecker Staatsgebiet wesentlichen Teilen wiedergegeben werden kann:
Andere Gebietsvereinigungen

(1) Das Land Lübeck mit Ausnahme seiner im Lande Mecklenburg gelegenen Gemeinden Schattin und Utecht geht auf das Land Preußen über.
(2) Es werden zugeteilt die Stadt Lübeck als Stadtkreis dem Regierungsbezirk Schleswig und die Gemeinden Düchelsdorf, Sierksrade, Behlendorf, Hollenbeck, Albsfelde, Giesensdorf, Harmsdorf, Nusse, Poggensee, Ritzerau, Groß Schretstaken, Klein Schretstaken und Tramm dem Landkreis Herzogtum Lauenburg, Regierungsbezirk Schleswig. Die Zuteilung der Gemeinden Kurau (lüb. Anteils), Dissau, Krumbeck und Malkendorf regelt § 8 Abs. 2. […]
(2) Der oldenburgische Landesteil Lübeck geht auf das Land Preußen über und bildet mit den bisher lübischen Gemeinden Kurau (lüb. Anteils), Dissau, Krumbeck und Malkendorf den Landkreis Eutin im Regierungsbezirk Schleswig. […]
(3) Auf Mecklenburg gehen von dem bisher lübischen Landgebiet über: die Gemeinden Schattin und Utecht unter Eingliederung in den Landkreis Schönberg.“